# Placopsis
Placopsis is een korstmos behorend tot de familie Trapeliaceae. De typesoort is Placopsis gelida.

## Soorten
Volgens Index Fungorum bevat het geslacht 30 soorten (peildatum februari 2023):
| Soortnaam               | Auteur(s)                            | Publicatiejaar |
| ----------------------- | ------------------------------------ | -------------- |
| Placopsis ampliata      | (I.M. Lamb) D.J. Galloway            | 2004           |
| Placopsis antarctica    | D.J. Galloway, R.I.L. Sm. & Quilhot  | 2005           |
| Placopsis aspicilioides | D.J. Galloway                        | 2004           |
| Placopsis bicolor       | (Tuck.) B. de Lesd.                  | 1931           |
| Placopsis brachyloba    | (Müll. Arg.) I.M. Lamb               | 1947           |
| Placopsis campbelliana  | Imshaug ex D.J. Galloway             | 2013           |
| Placopsis centrifuga    | D.J. Galloway                        | 2004           |
| Placopsis clavifera     | (I.M. Lamb) D.J. Galloway            | 2001           |
| Placopsis cribellans    | (Nyl.) Räsänen                       | 1940           |
| Placopsis dennanensis   | (Zahlbr.) I.M. Lamb ex D.J. Galloway | 2001           |
| Placopsis durietziorum  | D.J. Galloway                        | 2004           |
| Placopsis elixii        | D.J. Galloway                        | 2001           |
| Placopsis erosa         | D.J. Galloway                        | 2013           |
| Placopsis fusciduloides | D.J. Galloway                        | 2005           |
| Placopsis gelida        | (L.) Linds.                          | 1866           |
| Placopsis hertelii      | D.J. Galloway                        | 2004           |
| Placopsis illita        | (C. Knight) I.M. Lamb                | 1947           |
| Placopsis imshaugii     | D.J. Galloway                        | 2011           |
| Placopsis lambii        | Hertel & V. Wirth                    | 1987           |
| Placopsis macrospora    | D.J. Galloway                        | 2004           |
| Placopsis murrayi       | D.J. Galloway                        | 2004           |
| Placopsis parellina     | (Nyl.) I.M. Lamb                     | 1940           |
| Placopsis perrugosa     | (Nyl.) Nyl.                          | 1867           |
| Placopsis polycarpa     | D.J. Galloway                        | 2004           |
| Placopsis pruinosa      | D.J. Galloway                        | 2004           |
| Placopsis rhodocarpa    | (Nyl.) Nyl.                          | 1861           |
| Placopsis rhodophthalma | (Müll. Arg.) Räsänen                 | 1932           |
| Placopsis stellata      | (Øvstedal) Henssen                   | 2003           |
| Placopsis subcribellans | (I.M. Lamb) D.J. Galloway            | 2002           |
| Placopsis venosa        | Imshaug ex D.J. Galloway             | 2004           |